# Шака Зулу
Шака (понякога наричан Чака) е монарх, широко известен с преобразуването на племето зулу от малък клан в началото в нация, която е господствала над частта от Южна Африка между реките Понголо и Мзимкхулу. Широко известни са военната му дарба и разрушителна сила. Една статия в Енциклопедия Британика (статията „Шака“ в изданието от 1974 г. на Макропедия) твърди, че той е бил донякъде военен гений заради реформите и нововъведенията, които е извършил. Други автори се ограничават повече. Въпреки всичко неговото държавническо изкуство и енергия за асимилиране на някои съседни народи и господство чрез наместници над други го правят един от най-великите зулуски вождове.

## Ранни години
Шака вероятно е първи син на вожда Сензангакхона и Нанди, дъщеря на бивш вожд на племето лангени, роден близо до днешен Мелмот в провинцията Квазулу-Натал. Заченат е извънбрачно някъде между 1781 и 1787 г. Някои източници твърдят, че баща му не го е припознал и го е прогонил в изгнание. Други поддържат тезата, че родителите му са се оженили нормално. Повечето източници приписват името, с което обикновено е бил наричан, на подигравки и обиди – „ишака“ е вид местен чревен бръмбар и вероятно е използвано, напомняйки неговото извънбрачно раждане. Може да е имал и други имена. Почти сигурно е, че Шака прекарва детството си в поселищата на баща си. Записано е, че е посветен като войн и е разпределен в ибуто (полк по възрастова група). В ранните си години Шака служи като войн под властта на местния вожд Дингисвайо и племето мтетва, към което зулусите имали повинност.
Дингисвайо свиква „емдлацхени интанга“ (група по възраст), в която е той, и я присъединява към полка „изисве“. Шака служи като мтетва войн може би около десет години и се отличава с храбростта си, въпреки че според легендата не се издига до висока позиция. Дингисвайо, самият той прогонен след неуспешен опит да измести баща си, помага, заедно с няколко други групи в района (между които мабхуду, дламини, мкхизе, квабе и ндвандве, много от които вероятно реагират на натиск с цел заробване от Южен Мозамбик), да се развият нови идеи за военна и обществена организация, по-специално „ибуто“, понякога превеждано като „полк“. Всъщност това е трудова група, съставена по възраст, която извършва и някои по-съвършени военни дейности, но в никакъв случай не изключително. Повечето битки преди това са били за разрешаване на спорове и, въпреки че появата на „импи“ (бойна единица) драматчино променя начините на воюване по онова време, то си остава до голяма степен въпрос на сезонни набези, политически натиск, а не истинско клане. Особено важна тук е връзката, която Шака и Дингисвайо имали.
По-късно Дингисвайо е убит от Звиде, силен вожд на рода Ндвандве (Нкумало). Шака се зарича да отмъсти за кръвта на Дингисвайо. В определен момент, Звиде едва успява да избяга от Шака, въпреки че подробности за това не са известни. При тази среща майката на Звиде, която била сангома (зулуска дума за прорицател, който също е и знахар. Тези хора можели да се допитват до духовете на мъртвите, да правят заклинания, да омагьосват, да лекуват и много други) била убита от Шака. Шака избрал особено страшно отмъщение на майката на Звиде, като я заключил в една къща и пуснал вътре чакали или хиени (отново не е известно точно какво). Те я изяли и на сутринта Шака изгорил къщата до основи. Въпреки това отмъщение, Шака все още жадувал да убие Звиде. Двамата велики войни се срещнали едва през 1825 г. близо до Понгола, което било последната им среща. Понгола е близо до съвременната граница на Квазулу-Натал, провинция на Южна Африка. Победата била за Шака, но той понесъл големи загуби и загубил главния си военен командир – Умгобхози Овела Ентабени.
При смъртта на Сензангакона, Дингисвайо помага на Шака да победи брат си и да получи водачеството около 1812 г. Шака продължил да усъвършенства системата на ибуто, последван от Дингисвайо и други и през следващите няколко години с поддръжката на мтетва направил съюзи с по-малките си съседи предимно за да се противопостави на засилващата се заплаха от ндвандве, нападащи от север. Началните маневри на зулу били защитни и нападателни, а Шака предпочитал предимно да се намесва или да притиска дипломатично с помощта само на няколко разумно подбрани убийства. Промените му в местното общество се градяли на съществуващите структури и били колкото обществени и пропагандни, толкова и военни. Според зулуските източници е имало няколко битки.

### Форми на господство
В началните години, Шака не е разполагал нито с влияние, нито със слава, необходими, за да накара други групи да се присъединят към него, с изключение на най-малките, и действал под егидата на Дингисвайо до смъртта му от ръката на Звиде. Тогава Шака се придвижва на юг, преминавайки река Тукела, за да основе столицата си Булавайо в земите на квабе. Той никога не се връща обратно в историческите земи на зулу. В земите на квабе, Шака може би се е намесил в съществуващ спор по наследяване на трона и помогнал на избрания от него Нкето да го спечели. След това Нкето управлява като вожд-наместник на Шака.
Господството на Шака се основавало предимно на военна мощ, смазване на съперниците и включване на разпръснатите останки от техните армии в неговата собствена. Към това, той добавял смес от дипломация и покровителство, присъединявайки приятелски настроените вождове, между които Зихландло от мкхизе, Джобе от ситоле и Матубане от тули. Тези народи никога не са побеждавани в битка от зулу – не се е стигнало дотам. Шака ги спечелил чрез фини тактики на покровителство и възнаграждения. Управляващите квабе, например, започнали да си съчиняват нови родословия, за да внушат, че квабе и зулу са били много близки в миналото – удобна измислица. По този начин било създадено по-голямо чувство на сплотеност, въпреки че то никога не станало пълно, както показват последвалите граждански войни.

## Големите сблъсъци
През 1816 г., след смъртта на баща си, Шака получава властта над, по онова време, незначителното племе зулу. Въпреки че е издигнат от мтетва и брат му Сигуджана е убит, превратът е сравнително безкръвен и е приет от зулусите. Шака все още признава Дингсивайо и неговото по-голямо племе мтетва като сюзерен, след като се връща при зулу, но няколко години по-късно Дингисвайо попада в засада на Амандвандве от Звиде и е убит. Няма никакви доказателства, показващи, че Шака е предал Дингисвайо. Наистина се налага повечето от зулусите да отстъпят пред няколко нахлувания на Ндвандве. Ндвандве определено са най-агресивната групировка в района.
Шака успява да сключи съюз с племето мтетва, останало без водач, както и да се установи сред квабе, след като Пакатвайо е свален без много, ако не никакво, насилие. С подкрепата на квабе, хлуби и мкхизе Шака вече е способен да събере войска, която да може да се противопостави на Ндвандве (от племето нхумало). Историци като Морис твърдят, че първата голяма битка на Шака срещу Звиде от ндвандве е битката на Гокли Хил на реката Мфолози. Войските на Шака заемат силна позиция на билото на хълма. Една фронтална атака от враговете им не успява да ги измести и Шака решава битката, като изпраща отряди около хълма да атакуват противника в гръб. Загубите са високи и за двете страни, но ефикасността на иновациите на Шака е доказана. Много вероятно е зулусите да са усъвършенствали и развили тактиките си за обкръжение.
Друга решителна битка накрая се води на реката Мхлатузе, на мястото, където в нея се влива потокът Мвизане. В двудневна битка зулу нанасят решителна победа над враговете си. Тогава Шака довежда пресни подкрепления на над 100 километра до царския краал на Звиде и го унищожава. Самият Звиде успява да избяга с шепа свои последователи, преди да се спречка с вождката Мджанджи, повелителка на племето бапеди. Той умира при тайнствени обстоятелства малко по-късно. Неговият генерал Сошангане (от племето шанган) се изтегля на север към днешен Мозамбик, за да продължава да нанася щети на по-слаби врагове и да се възползва от възможностите на търговията с роби, събирайки данък от португалците търговци на роби. По-късно, през 1826 г., Шака  се бие със сина на Звиде, Сикхуняне.

## Смърт и наследници
Дингане и Мхлангана, полубратя на Шака, изглежда правят поне два опита да го убият, преди накрая да успеят, вероятно с подкрепа от елементи на мпондо и някои недоволни изийендане. Въпреки че британските колонисти го смятат за бъдеща заплаха, обвиненията, че бели търговци желаели смъртта му, са проблематични, като се вземе предвид, че Шака е дал концесии на бели преди смъртта си, включително правото да се заселят в Порт Натал (сега Дърбан). Шака е направил достатъчно врагове сред собствените си хора, за да ускори абдикацията си. Тя идва сравнително бързо след опустошението, предизвикано от оплакването на Нанди.
Зулуският монарх среща смъртта си чрез трима убийци накъде през 1828 г. (най-често се споменава септември), когато почти всички налични зулу сили са изпратени на поредния масов набег на север. Това оставя царския краал с недостатъчна охрана. Това е всичко, което конспираторите чакат – неговите полубратя Дингане и Мхлангана и един индуна, наречен Мбопа. Мбопа отвилча вниманието, а Дингане и Мхлангана нанасят смъртните удари. Драматичните предсмъртни речи на Шака, предупреждаващи за бъдещ европейски империализъм в популярния филм и книгата не са достоверни, както и разказите за колоритни и впечатляващи погребални церемонии. Последното изпращане на Шака не е чак толкова помпозно. Трупът на Шака е изхвърлен в една празна яма за зърно от убийците и е затрупан с камъни. Точното място е неизвестно. Историкът Доналд Морис твърди, че е някъде на Каупър Стрийт в село Стрейнджър, Южна Африка.
Полубратът на Шака, Дингане, приема властта и започва разширена чистка на всички про-Шака елементи и вождове, продължила няколко години, за да заздрави позицията си. Започва истинска гражданска война. Дингане управлява за около 12 години, през които той трябва да се бие гибелно срещу фортрекерите и отново срещу другия си полубрат Мпанде, който с бурска и британска подкрепа превзема водачеството над зулу през 1840 г. и управлява около 30 години. По-късно през 19 век зулу са един от малкото африкански народи, които успяват да победят британската армия в битката при Исандлуана.

## Обществена и военна революция на Шака
Някои ревизионисти са поставяли под съмнение военните и обществени нововъведения, обичайно приписвани на Шака, отхвърляйки ги или приписвайки ги на различни европейски влияния. Но и двете обяснения са далеч от истината. Всъщност зулуската култура, включвала други племена и групи, съдържа няколко практики, които Шака би могъл да използва, за да постигне целите си в набезите, войните и господството си. Някои от тези практики са разгледани по-долу.

### Промени в оръжията
За Шака често се казва, че е бил недоволен от дългия асегай за хвърляне и му се приписва въвеждането на нов вариант на оръжието – илкуа, късо копие за мушкане с дълго, подобно на меч острие. Твърди се, че името му идва от звука, издаван при промушване и последващо изтегляне от тялото. Предполага се също, че Шака е въвел по-голям и по-тежък щит от кравешка кожа и е обучил всеки войн да използва лявата страна на щита, за да измести щита на врага надясно, откривайки ребрата му за пагубно пробождане с копието. Копието за хвърляне не е изоставено, а е използвано като начално метателно оръжие, използвано преди импите да се доближат до врага на една ръка разстояние.
Въвеждането на по-късо промушващо копие има практически смисъл, ако една атака трябва да продължи докрай, за разлика от ритуализираните стоящи битки, състоящи се от хвърляния на копия, също както и използването на по-голям щит при близкия бой. Внедряването на по-надеждно ръчно оръжие е било крайно необходимо за агресивните нападателни операции, осъществявани под режима на Шака.

### По-голяма подвижност с боси крака, постоянни упражнения и форсирани походи
Историята, че сандалите са били изоставени, за да се заздравят краката може да е или да не е съвсем вярна, но босите крака на много зулуски войни са отбелязани в различни военни разкази. (Виж „Измиване на копията“ на Доналд Морис или „Те се бориха като лъвове“ на Едгъртън или „Анатомия на зулуската армия“ на Иън Найт). Въвеждането обикновено било грубо. Тези, които протестирали срещу ходенето без сандали били убивани – практика, която бързо помогнала на останалите да се концентрират. Шака упражнявал войските си често, осъществявайки форсирани преходи от повече от 80 километра на ден в бързо подтичване върху гореща скалиста повърхност. Той упражнявал войските си и да изпълняват обкръжителни тактики (виж по-долу).

### Добре организирана логистична поддръжка от младежки формации
Млади момчета на 6 и повече годишна възраст се приемали във войската на Шака като войни-чираци („удиби“) и служели като носачи на провизиите, пособия като съдове за готвене и рогозки за спане и допълнителни оръжия, докато дойдело време да се влеят в редиците на мъжете. Понякога се твърди, че такава поддръжка е била използвана повече при много леки войски, използвани за събиране на данъци от добитък, жени или млади мъже от съседни племена. Въпреки това, понятието „леки“ войски е съмнително. Бързо движещата се зулуска нападателна бригада (или импи) в мисия се е придвижвала „леко“, водейки жив добитък за провизии и необременена от тежки оръжия или пакети с припаси. Логистичната структура с момчета-пастири е въведена за подпомагане на такива дейности и е лесно приспособима независимо дали войската е била многобройна („тежка“) или не.

### Рангова и разделителна система по възраст
Групиранията по възрасти от различен вид са обичайни в племенната култура на банту и все още са важни в голяма част от Африка. Възрастовите степени са били отговорност за различни дейности от пазене на лагера до пастирство на добитък и определени ритуали и церемонии. Шака организирал различните степени в разделения и ги разквартирувал в специални военни краалове, като всяко подразделение имало собствени отличително име и знак. Разделителната система определено е продължение на съществуващи племенни културни елементи, които са могли да бъдат приспособени и оформени, за да паснат на експанзионните планове на Шака. Не е било нужно да се търси вдъхновение от европейците на стотици мили далечина.

### Знаменитата формация „биволски рога“
Повечето историци (Морис, Найт и др.) приписват на Шака началната разработка на знаменитата формация „биволски рога“. Тя се състои от три елемента:
1. „рога“ или флангови леви и десни крила, които обграждат и притискат врага. По принцип „рогата“ се състоят от по-млади и неопитни войници.
2. „гърди“ или централен главен отряд, която изпълнява решаващия удар. Съставени са от най-добрите бойци.
3. „слабини“ или резерви, използвани за довършване на удара и плячкосване или за подкрепления на друго място. Те често се състояли от по-стари ветерани.

Координацията се осъществявала от полковите индуни (вождове или водачи), които използвали сигнали с ръце или вестоносци. Схемата е елегантна в своята простота и е била добре разбирана от войните, разпределени във всеки от ешелоните.
Въпросът дали черният вожд е могъл да разработи такава система е спорен. Въпреки това, използването на отделни маневрени елементи за подкрепа на една по-силна централна група е добре познато в немеханизираното племенно военно дело, както и използването на резервни елементи в ариергарда. Наистина някои кхоса групи в Южна Африка са използвали отделни елементи, между които и авангард. Вижте историята на Южна Африка на Ноел Мостерт „Предели“ и „Бури, банту и британци“ на Макмилиън. Морис споменава на 38-а страница, че опитите за обкръжаване на врага не са били непознати дори и в ритуализираните битки.

### Организация и предводителство на зулуските войски
Войската, по принцип, била разделена на 3 нива: полкове, корпуси от няколко полка и „армии“ или по-големи формации, въпреки че зулу не са използвали тези понятия в съвременния им смисъл. Всяка група от мъже в мисия е била наричана импи, независимо дали това е нападателен отряд от 100 души или орда от 10 000. Броят не е бил еднакъв, а зависел от разнообразни фактори като разпределяне от царя или личен състав, събран от различни племенни вождове или места. Един полк е можел да бъде от 400 или 4000 души. Полковете били групирани в корпуси, които получавали имената си от военните краалове, където били събрани или понякога основните войски на това място.

### Методите на Шака и европейската технология
За по-подробен анализ на зулуската войска вижте Англо-зулуска война.
Разширяващата се власт на зулу неизбежно се сблъскала с бялото господство в десетилетията след смъртта на Шака. И наистина, бели пътешественици до царството на Шака демонстрирали напреднали технологии като огнестрелните оръжия и писменост, но зулуският монарх не бил впечатлен. Не е имало нужда да се записват съобщенията му, тъй като вестоносците му били заплашени от смъртно наказание, ако ги предавали неточно. Колкото до огнестрелните оръжия, Шака бил впечатлен, но като му показали пушките, зареждащи се през дулото, той казал, че за времето, за което войниците биха ги презаредили, те биха били залети от атакуващи с копия войни. Иронично е, че тази хвалба е била поставена на изпитание срещу европейски противници, при което, независимо от общата победа над зулу, се видяло, че Шака не е бил съвсем неправ.
Първият голям сблъсък след смъртта на Шака е по времето на наследника му Дингане, срещу нахлуващите бели фортрекери от нос Добра надежда. Началният успех на зулу бил постигнат благодарение на бързи изненадващи атаки, но фортрекерите се възстановили и причинили сериозна загуба на зулу от укрепения си заобиколен с каруци лагер в „Блъд Ривър“. Вторият голям сблъсък е с британците през 1879. Още един път, повечето успехи на зулу били благодарение на подвижността им и способността им да прикрият войските си и да се приближат бързо, когато противниците им са неблагоприятно разгърнати. Голямата им победа в Исандвалвана е добре известна, но те успели и да отблъснат една британска колона в битката на планината Хлобане, разгръщайки бързо подвижни полкове върху голяма площ в накъсаните дефилета и оврази, докато британците се придвижвали.
Въпреки всичко, зулу не се научават от миналите си загуби и продължават с атаки от типа „човешка вълна“ срещу добре защитени статични европейски позиции, чиято масирана огнева мощ опустошавала редиците им. Под въпрос е дали Шака би действал по различен начин. Неговите действия по време на издигането му във властта определено показват както въображение, така и гъвкавост. Наследниците му са можели да твърдят, че вярно са следвали неговият класически шаблон, който довел зулу от малко незначително племе до голяма сила в района, но е ясно също така, че тези след Шака не са притежавали неговата тактическа проницателност и находчивост.

### Създател на революционен стил на водене на война
Разпространените твърдения, че Шака е „променил естеството на военното дело в Африка“ от „ритуализирана размяна на подигравки с незначителни загуби на живот в истински метод за покоряване чрез масово клане“, са под въпрос. Неговите военни кампании определено са довели до широко унищожение и бедствия, където са минали неговите импи. Когато се разгледа по-голямата картина на целия район, в очи се набиват и няколко други фактора като експанзията в нос Добра надежда, търговията с роби в Мозамбик и обикновеният набор от селскостопански тежести, характерни за района. Като се обобщи всичко това, изглежда ясно, че военната експанзия на Шака е предизвикала големи сътресения и смут и е играла главна роля в оформянето на областта, в която той е господствал. И не само в нея.
Като всеки амбициозен деспот, Шака се е сблъсквал с несъгласие и противопоставяне, но само те не са могли да провалят действията и плановете му. И въпреки, че твърденията на едро за революционното влияние на Шака изискват внимателно отношение, както и по-ограничените ревизионистки твърдения, които от своя страна не успяват да доставят балансиран поглед върху царуването на Шака и не успяват да видят, че племенните структури и самата култура са дали на Шака достатъчно прецеденти и суров материал, за да се заеме с плановете си за господство и експанзия, както и много от нововъведенията, които по традиция му се приписват.

## Оценка: патологичен изверг или героичен създател на една нация

### Необходимостта от уравновесеност
Нито един анализ на зулуския владетел не може да пренебрегне личния му характер и стил на управление. За постигане на уравновесена оценка е необходимо внимание. Различни източници, отбелязани по-долу, правят от царуването му сензация, подчертавайки жестокостите, които е причинил на поданиците си. Други го издигат на пиедестал, отхвърляйки тези критики или като безпочвени, или като неизбежни за изграждането на велика нация. Има и трети ревизионистки подход, който се опитва да постави режима на Шака в контекста на едно типично африканско царство и вижда зверствата като обикновени за тяхното време и място. И трите подхода имат своите слабости. Първият, както е очевидно, поради сензационализма си и понякога заради самоцелни индивидуални сведения, вторият – заради безкритичното преклонение пред героя, а третият – поради това, че дори зулуски източници (виж препратките по-долу) смятат някои действия на Шака за осъдителни, над всичко, което би могло да се смята за нормално от обичая и традицията.

### Хитър, макар и жесток монарх
Сведенията от европейски посетители, въпреки че понякога са сензационни, не пропускат да опишат внушителното телосложение на Шака, добре пресметнатото използване на зрелищност и церемония както за всяване на страх, така и за правене на впечатление, и манипулацията на племенната култура за постигане на неговите собствени цели. Когато се съпоставят с местни източници, те оставят впечатлението за хитър, макар и жесток владетел. Сензационните твърдения, че Шака е хомосексуален (повторени в статията за Шака в „Енциклопедия Британика“ от 1974 г.), са несериозни, като се вземе предвид, че зулският владетел е имал голям женски харем, ползвал се е от услугите му често и последователно е убивал всички жени, които са забременявали, от страх да не си създаде заплаха под формата на наследник. Във всеки случай сексуални практики от различни типове не са необичайни сред тези, които имат абсолютна власт, както показват историите на различни европейски монарси.
Определено изглежда, че дворът на зулуския цар не е бил за всеки. Ежедневните екзекуции били нещо обикновено, дори за малки простъпки като кихане в негово присъствие. Такива екзекуции за обида на цар или вожд не са непознати в зулуските традиции, но от зулуски източници е ясно, че те са надминали всякакви граници на обичайното – фактор, който е създал опозиция и може би в края на краищата е допринесъл за неговото убийство. Наистина,той оцелява след един такъв опит преди окончателната си смърт.

### Могъщ владетел, но изпълнен със страх от своята голяма, струваща скъпо армия
Много по-важно е обвинението, че желанието на зулуския монарх за завоевания е създало многочислен военен състав, който тежи на наличните ресурси и трябва постоянно да му се намира работа, за да не стане вътрешна заплаха. Трудно е да се съберат преки доказателства за това, но е ясно, че изолирането на голям брой от продуктивните млади мъже в обществото във военни лагери би трябвало да е създало тежест за местните запаси от храна и добитък. Въпреки че ревизионистите говорят за дипломацията на Шака, действията му показват ограничени опити само за господство над набелязаните райони. Неговите импи извършват отново и отново силно разрушителни набези над други племенни групировки, включвайки разбитите останки в собствените си редици. Дали подобни набези се класифицират като „изграждане на нация“, неограничена „диващина“ или опити за „дипломация“, ясно е, че те опустошават и разкъсват по-голямата част от региона, дори и да затвърдяват зулуското превъзходство.

### Емоционална нестабилност допринася за осъдителните действия на Шака в последните му дни
Част от поведението на Шака определено не изглежда да има някаква рационална цел. Може би, роля в това има неговото трудно и травмирано детство, въпреки че някои действия са смятани за неимоверно безотговорни дори и от самите зулуски източници. Може да се твърди, че екзекуциите са сплашвали или ликвидирали противниците и че постоянните военни операции са държали потенциалните размирници във войската заети, но други действия не са толкова ясни. След смъртта на майка си Нанди, той постановява период на траур и заповядва да не се засяват посеви, да не се използва мляко (основна храна за зулу) и всички бременни жени, заедно с мъжете им, да бъдат убити. Последвал период на кланета, по време на който владетелят утежнявал общото страдание, като заповядал да се избият кравите "за да разбере и добитъкът какво е да загубиш майка си". Тази заповед е била равносилна на измиране на народа от глад.
Зулуски източници посочват, че един храбър мъж на име Гала се конфронтирал с Шака заради лудостта му, казвайки му това, което сега би било наречено „[казване на] истината на силните“ (подобно на „Царят е гол“ от Новите дрехи на царя). Той укорил Шака, че Нанди не е първият човек, умрял в Зулуланд. За общо учудване, Шака не заповядва веднага да го екзекутират (вероятно опустошението е започнало да вещае зло чрез опозиция срещу властта му), но го наградил и отменил указите си. От този момент позицията на Шака отслабнала. Непрестанните нападателни операции изморявали и изтощавали полковете. Отказът му да даде на хиляди млади мъже разрешение да се оженят на практика държали младежта на целия зулу народ в принудително безбрачие, защото много жени били също групирани в съответни кръгове. Ежедневните екзекуции продължили. Някой е трябвало да плати за това и той го е направил. Шака бил убит.

### Обща оценка
На върха на своя възход, империята на Шака е наброявала над 250 000 души, от брега до масива на Дракенсберг, като повечето хора са били концентрирани от реката Понгола до Централен Натал. В тази зона опустошението е било голямо, а наоколо няколко от бившите помощници на Шака ,като Мзиликази или Шошагане, също били поели пътя на завоеванията, образувайки свои собствени империи. Шака дал начало на важни промени в района и в самата племенна култура, променяйки и двете завинаги. Дипломатическите му и политически умения са сравнявани не в негова полза с предшественика му Дингисвайо, но е ясно, че Шака е бил хитър човек, способен ефективно да манипулира племенната култура и е бил изтъкнат военен тактик, въпреки че е имал някои важни недостатъци. През годините дори по-могъщи сили е трябвало да се сблъскат с монолита, изграден от него, по-точно бурите и британците, преди ефективното падане на нацията през 1879 г.

## В зулуската култура
| „ | Той е Шака непоклатимия, Гръмовержец – докато – седи, син на Мензи Той е птицата, която ловува други птици, Бойната брадва, която надминава други бойни брадви, Той е преследвачът с широките крачки, син на Ндаба, Който преследва слънцето и луната. Той е големият грохот като на скалите на Нкандла Където слоновете намират убежище Където небесата се мръщят... | “ |
| Традиционна зулуска възхвалителна песен, Преведена на български от Емил Петков от английския превод на Изикил Мпахлеле | |   |

Фигурата на Шака все още буди интерес не само сред съвременните зулу, но и сред много хора по целия свят, които са открили племето и историята му. Тенденцията, изглежда, е да се третира като знаменитост. Популярен филм и други медии определено са допринесли за тази привлекателност. Това трябва да се балансира с опустошението и унищожението, които той причинява. И все пак, традиционната зулуска култура все още почита ужасния монарх, както свидетелства и типичната ода по-горе. Трябва да се отбележи, че възхвалителните имена са сред най-широко използваните поетични форми в Африка и се отнасят не само за богове, а и за хора, животни, растения и дори градове.

## Мфекане – последиците от царуването на Шака
Увеличената военна ефективност води до включването на все повече племена в зулу империята на Шака, а други племена се отдалечават, за да не ги достигнат импите на Шака. Лавинообразният ефект, предизвикан от тези масови миграции е познат (едва в 20 век) като Мфекане. Някои групи, които бягат (като хлуби и нгване на север от зулу) биха могли да са подтикнати от ндвандве, а не от зулу. Някои отстъпват на юг (като чину и тембе), но не са били често атакувани. Те се оттеглят с предпазна цел и много от тях остават в своите коренни земи.
Сред многото увлекателни случаи на Мфекане е и това, че Мзиликази от Кумало, който е бил „генерал“ на Шака, който избягва от служба при Шака и на свой ред завладява една империя в Зимбабве след сблъсъци с европейски групи, между които бурите. Други забележителни фигури, появили се с Мфекане, са Шошагане, които отиват от зулуските земи в това, което днес е Мозамбик. Шака определено е бил твърд и способен водач, най-способния за времето си, и през последните четири години на царуването си си позволява няколко дълги нападения.
Теорията за Мфекане твърди, че агресивната експанзия на армиите на Шака причинява брутална верижна реакция в южните части на континента, в която племе след племе, лишено от земите си, се обръщат срещу съседите си в смъртен цикъл на бягство и завоевание. Тази теория трябва да се разглежда внимателно, защото тя изцяло пренебрегва няколко други фактора като въздействието на нахлуването и експанзията на белите в същата част на Южна Африка по това време. Преразгледаните истории хвърлят сянка на съмнение върху понятието за Мфекане и приписването му на цялата миграция и унищожение на зулу. Един по-балансиран подход разглежда експанзионизма на зулу като един от няколко фактора (макар и много важен), който разстройва традиционните структури в местната област. Бележит пример за традиционното мнение за Мфекане е „The Zulu Aftermath“ на Дж. Д. Омер-Купър.
Безопасно е да се каже, че Шака не е нито някакъв тъмен Наполеон или абаносов Монтгомъри с „основна програма“, нито брутален, неграмотен дивак. Обратно, записите показват находчив и суров манипулатор на обстоятелства, обичаи и събития, за да заздрави и сплоти зулуския народ в трудни условия и с неравен успех от време на време.